# 岡田尚
岡田 尚（おかだ ひさし、1945年1月24日 - ）は、日本の弁護士。

## 来歴
1945年、忠清南道天安郡成歓面にて、ともに教員だった両親のもとに生まれる。その後10か月で釜山から博多に引き揚げ、両親の故郷である熊本県玉名郡滑石村で育つ。熊本県立玉名高等学校在学中に法曹界を意識するようになり、1965年に早稲田大学法学部に進学。1971年には司法試験に合格した。
1974年に神奈川県横浜市で弁護士登録。1981年3月に理化電機工業が組合と争った事件では、自由法曹団横浜支部から弁護団に加わり、組合員5名の職場復帰に貢献した。また、横浜弁護士会の副会長、日刑連刑事弁護センター事務局長や神奈川労働弁護団会長、「9条神奈川の会」事務局長なども歴任した。
神奈川県内では神奈川高校教職員組合や横浜教職員組合の顧問弁護士も務めている。

## 人物
1989年に横浜法律事務所の後輩で将来を期待していた坂本堤弁護士の一家（坂本堤弁護士一家殺害事件の被害者一家）が行方不明となった際は遺族と共に捜索を続け、5年10か月後に山中で遺体が発見されたときは坂本の母に代わり身元確認を行った。坂本を殺害したオウム真理教幹部に対し検察から「極刑でよろしいですか」と処罰感情を問われたが、弁護士として死刑反対の信念があったことから言葉に詰まり、「厳罰を」とのみ答えたという。2018年7月にオウム幹部13人の死刑が一斉に執行されたときは「ショックだった。怒りもわいた」と述べ、2022年に公開された長塚洋監督のドキュメンタリー映画『望むのは死刑ですか　オウム“大執行”と私【告白編】』では、主要登場人物として死刑反対と被害者感情の間で苦悩する胸中を語った。
2021年横浜市長選挙では、「カジノ反対の市長を誕生させる横浜市民の会」代表世話人として山中竹春を支持した。

## 著書
- 『人はなぜ闘うのか JRのすべては人材活用センター弾圧事件からはじまった』教育史料出版会、1996年 ISBN 4-87652-301-0
- 『証拠は天から地から 人権弁護士の立ち位置』新日本出版社、2015年。ISBN 978-4-406-05918-3。